# Cheektowaga
Cheektowaga ist eine Stadt in Erie County im Bundesstaat New York der Vereinigten Staaten von Amerika. Das U.S. Census Bureau hat bei der Volkszählung 2020 eine Einwohnerzahl von 89.877 ermittelt.
Der Name ist eine lautmalerische Umschrift des irokesischen Jei-ik-du-wa-ga, was so viel wie Platz des Wildapfelbaumes (Malus coronaria (L.)) bedeutet. Im 19. Jahrhundert schrieb man seinen Namen noch Chictawauga.
Cheektowaga ist die zweitgrößte Vorstadt von Buffalo nach Amherst und beherbergt zum Teil den Buffalo Niagara International Airport.

## Geschichte
Vor der Stadtgründung gehörte das Gebiet erst den Neuters, dann den Seneca Irokesen. Ab Mitte des 18. Jahrhunderts war es Jagd- und Fischgrund für sechs verschiedene Nationen. Nach dem Unabhängigkeitskrieg siedelten sich hier die Besiegten auf Kosten der vormaligen Buffalo Creek Reservation an. Hier siedelten sich viele Einwanderer an. Appollos Hitchcock baute 1808 die erste Blockhütte auf dem Gebiet der heutigen Altstadt.
Die Stadt wurde am 20. März 1839 gegründet und am 16. Oktober 1851 auf die heutige Größe reduziert. Die ursprünglich landwirtschaftlich genutzte Gegend entwickelte sich im Aufschwung der 1950er. Firmen wie Westinghouse Electric siedelten sich an. Es wurde eine typische Arbeitergegend. Doch dieser Aufschwung ist vorüber. Heute ist Walden Galleria mit 150.000 m² Verkaufsfläche das größte Einkaufszentrum im Gebiet von Niagara bis Buffalo.

## Bevölkerung
Die Bevölkerung betrug 1960: 109.442, 1990: 99.314 und im Jahre 2000: 94.019 Einwohner.

## Ortsteile
| - Bellevue - Cheektowaga City - Cleveland Hill - Depew - Doyle - Forks | - Maryvale - Pine Hill - Sloan - South Cheektowaga - U-Crest |

## Denkmalgeschützte Sehenswürdigkeiten
Denkmalgeschützt sind der Garrison Friedhof, die römisch-katholische Our Lady Help of Christians Chapel und der Villa Maria Mutterhaus Komplex der Schwestern vom hl. Felix von Cantalice.

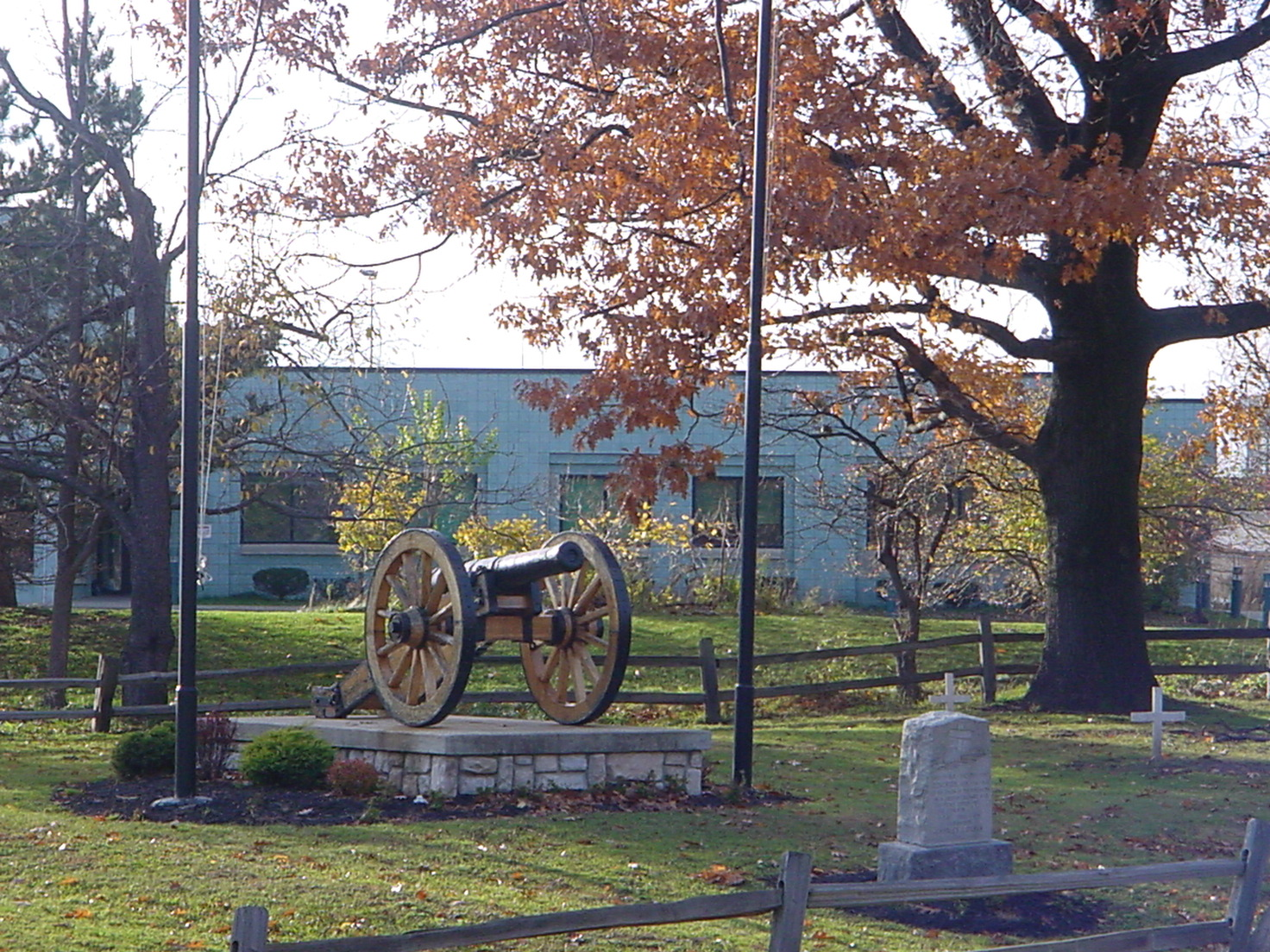
Garrison Friedhof
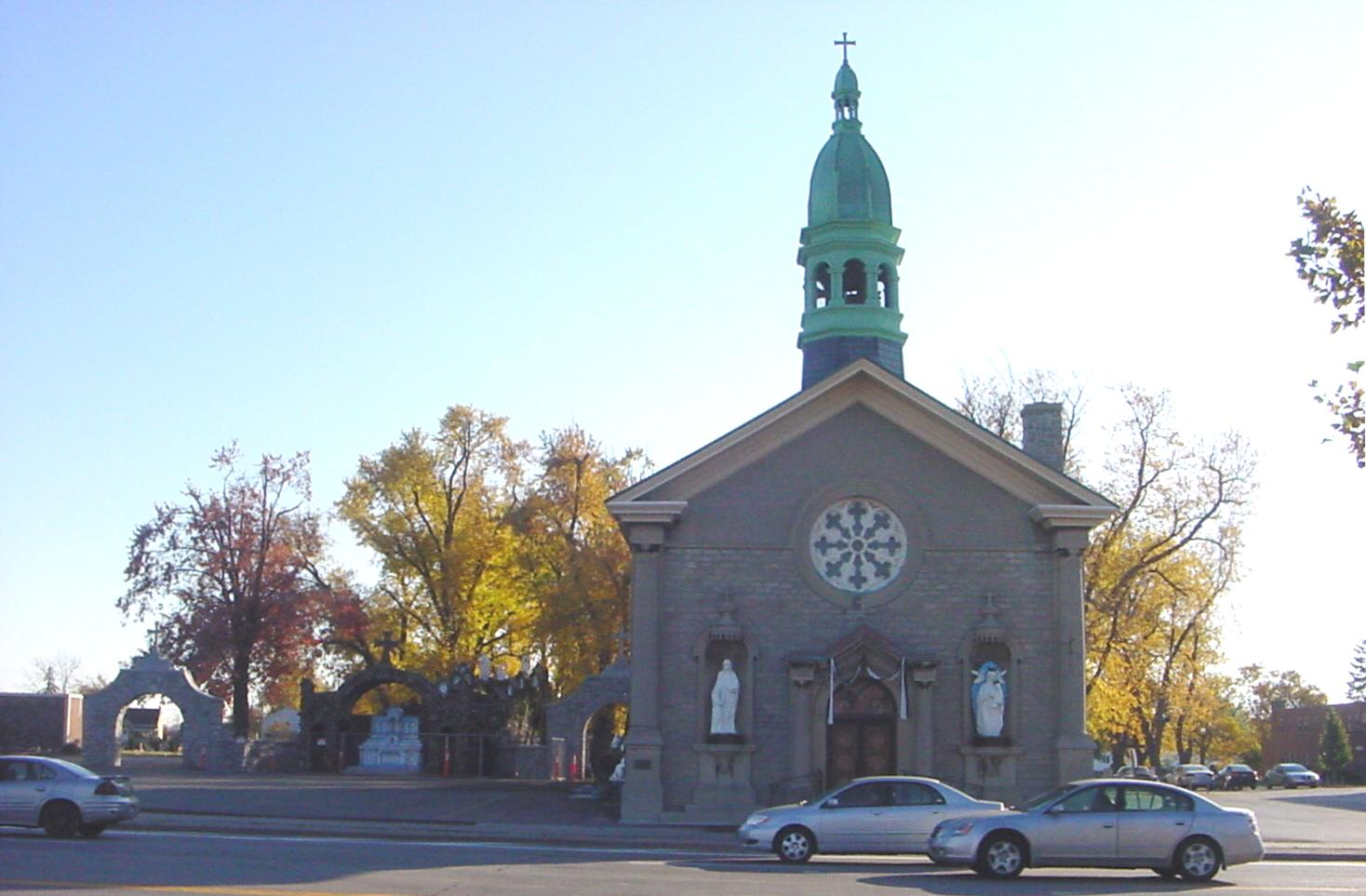
Our Lady Help of Christians Chapel
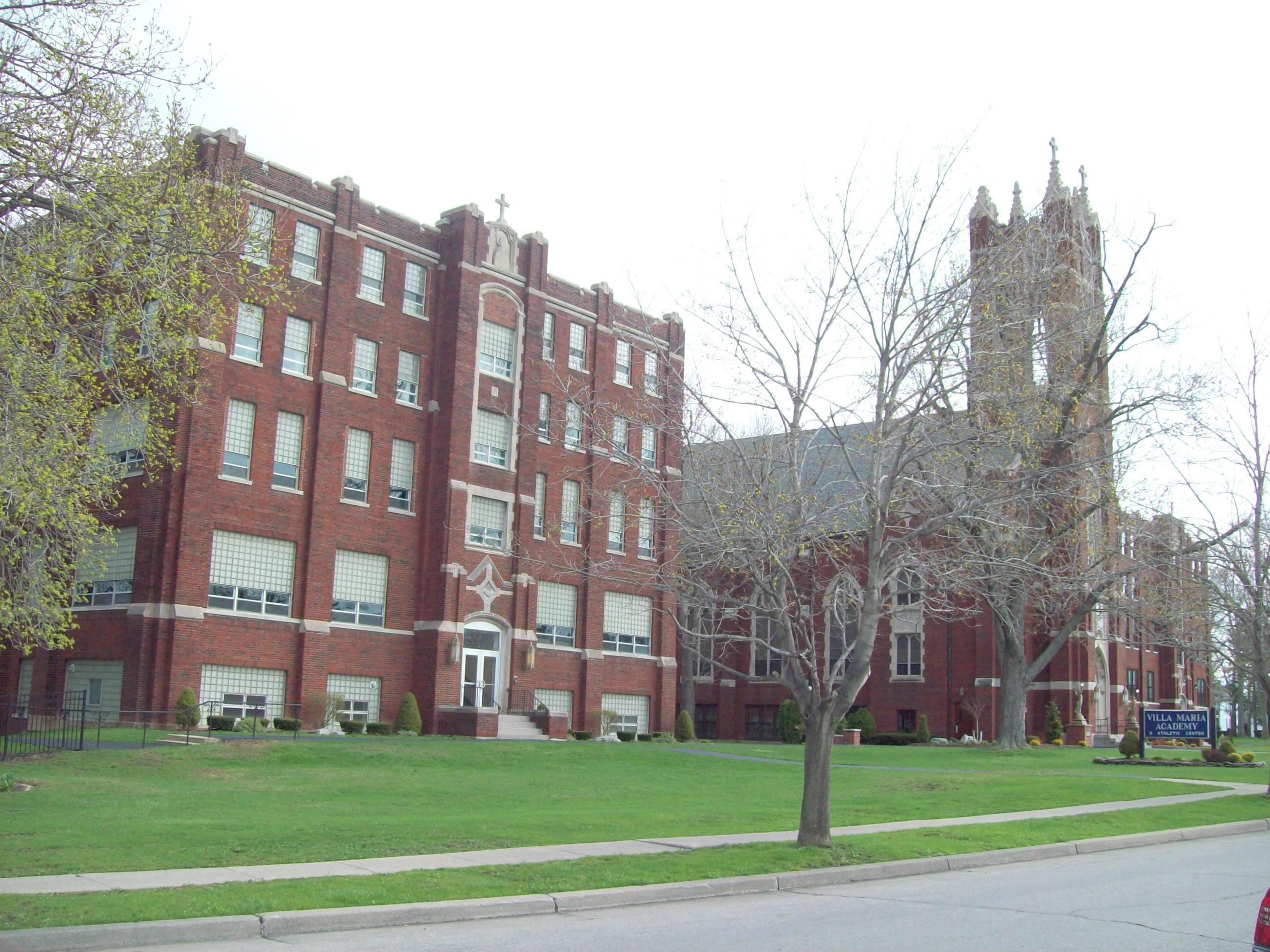
Villa Maria Mutterhaus Komplex